# Rongyou
Rongyou (kinesiska: 榕右乡, 榕右) är en socken i Kina. Den ligger i provinsen Sichuan, i den sydvästra delen av landet, omkring 280 kilometer sydost om provinshuvudstaden Chengdu. Antalet invånare är 11 113. Befolkningen består av 5 381 kvinnor och 5 732 män. Barn under 15 år utgör 24,0 %, vuxna 15-64 år 58 %, och äldre över 65 år 16,0 %.
Genomsnittlig årsnederbörd är 1 431 millimeter. Den regnigaste månaden är juni, med i genomsnitt 266 mm nederbörd, och den torraste är december, med 21 mm nederbörd.